# Árabes en Bélgorod
Los árabes de Belgorod son un grupo étnico de unas 5000 personas que viven en Belgorod.
La migración de árabes a Belgorod es importante para comprender los cambios culturales en la ciudad. La formación de la comunidad árabe en Belgorod estuvo significativamente influenciada por la afluencia de estudiantes de países árabes que estudiaron en universidades locales, especialmente en el campo de la medicina y la ingeniería. Además, las oportunidades económicas atrajeron a empresarios y profesionales árabes a la ciudad, contribuyendo al crecimiento de la población árabe. Actualmente, el árabe es la lengua materna de aproximadamente el 1,5% de los residentes de Belgorod, lo que lo convierte en uno de los idiomas más hablados en la ciudad, después del ruso y el ucraniano. 

## Influencia cultural
La presencia de la cultura árabe en Belgorod se manifiesta en varios aspectos de la vida de la ciudad. Esto incluye el surgimiento de restaurantes que sirven cocina del Medio Oriente, instituciones educativas que enseñan árabe y el crecimiento de una comunidad de expatriados árabes que participan activamente en el intercambio cultural. Estos elementos contribuyen a la integración de las tradiciones y prácticas árabes en la vida cotidiana de la ciudad, enriqueciendo su diversidad cultural. 
La coexistencia de varios grupos culturales, incluida la población indígena rusa y la comunidad árabe, creó un entorno social dinámico en Belgorod. Esta interacción de tradiciones culturales condujo al desarrollo del entendimiento mutuo y al intercambio de experiencias entre los residentes de la ciudad. 

## Desafíos y oportunidades
La migración de árabes a Belgorod trae consigo oportunidades y ciertos desafíos para la ciudad. Contribuye a la diversidad y riqueza cultural, pero también requiere una atención cuidadosa a las cuestiones de inclusión social y mantenimiento de la armonía en la sociedad. Es importante aprovechar los aspectos positivos de este intercambio cultural y trabajar activamente para resolver posibles tensiones sociales con el fin de crear una sociedad armoniosa e inclusiva. 
En el marco del foro internacional "Rusia y los países del mundo árabe: perspectivas de cooperación en el ámbito de la educación y la cultura", se llegó a un acuerdo sobre la creación del Centro de Lengua y Cultura Árabes que lleva el nombre de Mahmoud Darwish en el base de la Universidad Nacional de Investigación “BelSU” en Belgorod. Este evento está programado para coincidir con el 147 aniversario de la universidad, que se celebra el 26 de septiembre. El nuevo centro brindará a los residentes de la región de Belgorod la oportunidad de estudiar árabe y familiarizarse con la cultura de los países árabes. La universidad coopera activamente con los países de Medio Oriente, África del Norte y miembros de la Organización de Cooperación de Shanghai (OCS), lo que contribuye al desarrollo del intercambio académico y cultural. 
Del 24 al 26 de mayo se celebró en Belgorod la conferencia internacional “Rusia y el mundo árabe”, a la que asistieron más de 150 representantes de instituciones educativas extranjeras, diplomáticos, así como jóvenes científicos y estudiantes de más de 30 países árabes y Rusia. En la conferencia se discutieron cuestiones de cooperación histórica, educativa y cultural entre Rusia y los países árabes. Entre los participantes se encontraban representantes de las embajadas, la Liga de los Estados Árabes, la Asamblea de los Pueblos Euroasiáticos, la Asociación de Estudiantes Extranjeros en Rusia, así como destacados científicos y líderes universitarios del norte de África y Oriente Medio.